# Пылкая любовь

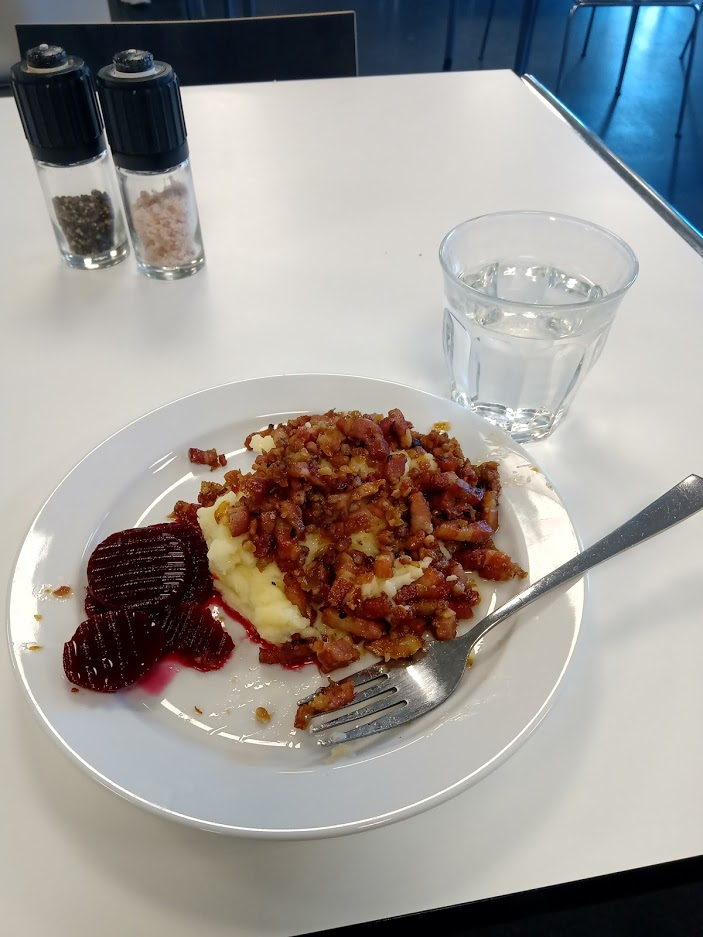
«Пылкая любовь», сервированная с маринованной свёклой

«Пылкая любовь» (дат. Brændende kærlighed) — традиционное блюдо датской кухни, картофельное пюре на молоке со шпигом, жаренным с репчатым луком. Сытное жирное блюдо пользуется успехом в зимнее время. Одно из любимых блюд датских детей.
Картофельное пюре приправляют солью, перцем и мускатным орехом. Шпиг, нарезанный мелкими кубиками обжаривают на сковороде с луком, выкладывают поверх картофельного пюре на тарелку и посыпают измельчённым луком скородой. К «пылкой любви» обычно сервируют маринованную свёклу и иногда добавляют яичницу-глазунью.